# Норріс Бредбері
Норріс Едвін Бредбері (англ. Norris Edwin Bradbury; 30 травня 1909 — 20 серпня 1997) — американський фізик, займав посаду директора Національної лабораторії в Лос-Аламосі впродовж 25 років, з 1945 по 1970 рік. Він став наступником Роберта Оппенгеймера, який особисто обрав Бредбері на посаду директора після тісної співпраці з ним над Мангеттенським проєктом під час Другої світової війни. Бредбері був відповідальним за остаточний збір «Гаджета», підірваного в липні 1945 року під час Триніті (випробування).
Бредбері взяв на себе відповідальність у Лос-Аламосі у важкий час, оскільки через ряд організаційних причин існувала ймовірність закриття лабораторії. Проте йому вдалося переконати достатню кількість персоналу залишитися працювати і досягти згоди з Каліфорнійським університетом щодо поновлення контракту на управління лабораторією. Норріс Бредбері з командою працювали над подальшою розробкою ядерної зброї, перетворюючи лабораторні зразки на виробничі моделі. Численні вдосконалення зробили їх безпечнішими, надійнішими та простішими у зберіганні та поводженні, а також призвели до більш ефективного використання дефіцитних матеріалів.
У 1950-тих роках Бредбері керував розробкою термоядерної зброї, хоча це співпало з аналогічною роботою Едварда Теллера і призвело до створення конкурентної лабораторії з ядерної зброї — Лабораторії Лоуренса Лівермора. Пізніше лабораторія значно розширилася, створивши на своїй базі Los Alamos Meson Physics Facility. Під час космічних перегонів111 1960-тих років лабораторія розробила ядерний двигун для ракетних транспортних засобів (NERVA). Науковий Музей Бредбері названий на його честь.

## Дитинство та юність
Норріс Бредбері народився в Санта-Барбарі, штат Каліфорнія, 30 травня 1909 р., був одним із чотирьох дітей Едвіна Перлі та його дружини Ельвіри Клаузен. Одна сестра померла ще немовлям, і родина усиновила близнюків Боббі та Бетті, обидва вони служили в корпусі морської піхоти США під час Другої світової війни. Бредбері отримав освіту в Голлівудській середній школі і Chaffey High School в Онтаріо, штат Каліфорнія. Далі він навчався у коледжі Помони в Клермонті, штат Каліфорнія, який закінчив з відзнакою в 1929 році, отримавши ступінь бакалавра в області хімії. Успішне здобуття освіти допомогло Норрісу стати членом товариства Фі-Бета-Каппа. У Помоні він познайомився з Лоїс Платт, спеціалісткою з англійської літератури, яка була сестрою його колеги по кімнаті. Вони одружилися в 1933 році і мали трьох синів — Джеймса, Джона та Девіда.
Бредбері зацікавився фізикою і закінчив аспірантуру в Каліфорнійському університеті в Берклі, де був викладачем з 1929 по 1931 рік, а потім стипендіатом Фонду Уайтінга з 1931 по 1932 рік. Він захистив кандидатську дисертацію з вивчення мобільності газоподібних іонів, яку писав під керівництвом Леонарда Б. Лоеба, і отримав стипендію Національної ради досліджень.
Леонард Б. Лоеб, який служив військово-морським резервістом під час Першої світової війни, закликав Бредбері звернутися до комісії як військово-морського резервіста. Таким чином Бредбері став прапорщиком під керівництвом головнокомандувача Честера В. Німіца, який в той час був керівником навчального корпусу офіцерів Військово-морського резерву в Берклі.
Після двох років роботи в Массачусетському технологічному інституті в 1938 році Бредбері став доцентом фізики в Стенфордському університеті, а в 1943 році — доцентом. Він став провідним експертом з електропровідності газів, властивостей іонів та поведінки атмосферної електрики. Періодично його праці публікувались в наукових журналах, включаючи «Фізичний огляд», «Журнал прикладної фізики», «Журнал хімічної фізики» та « Журнал атмосферної електрики та наземного магнетизму». Норріс Бредбері винайшов затвор Бредбері-Нільсена — тип електричних іонних воріт, який широко використовується у мас-спектрометрії як у часових спектрометрах, так і в спектрометрах рухливості іонів.

## Друга світова війна
Бредбері був призваний на службу у Другій світовій війні на початку 1941 року, хоча ВМС дозволили йому залишитися в Стенфорді до кінця навчального року. Потім його відправили на військово-морський полігон у Дальгрені, штат Вірджинія, для роботи над зовнішньою балістикою. На той час там вже працював командир Дік Парсонс.

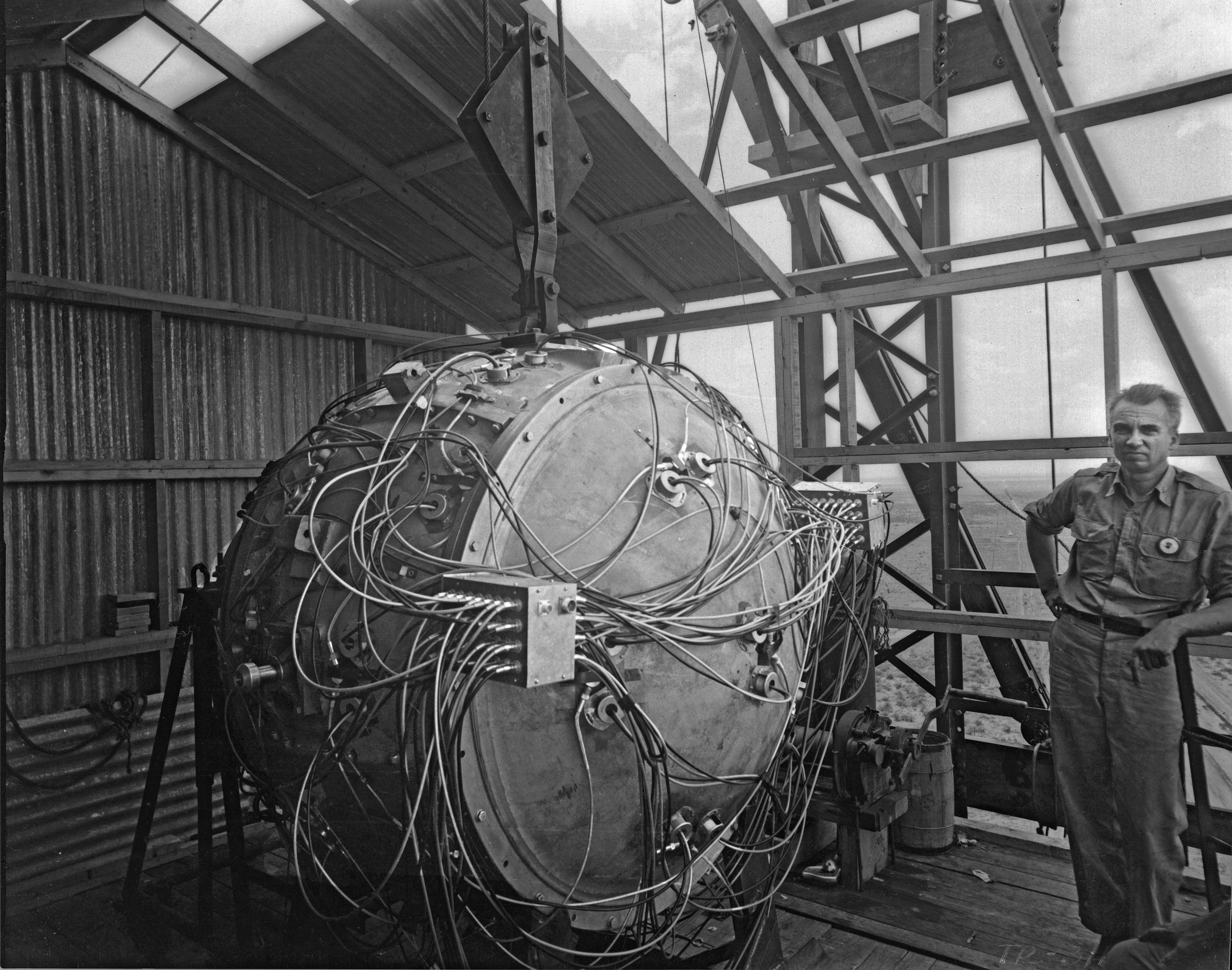
Випробування Триніті, липень 1945 року. Бредбері стоїть поруч з частково зібраним гаджетом на тестовій башті.

У червні 1944 року Бредбері отримав доручення від Парсонса, який на той час був заступником директора лабораторії Мангеттенського проєкту в Лос-Аламосі, відзвітувати в Альбукерке, Нью-Мексико. Бредбері тоді працював над вибуховими лінзами, необхідними для створення ядерної зброї типу імплозії. Бредбері був військово-морським офіцером і погодився поїхати.
У Лос-Аламосі Норріс став головою експериментальної групи E-5, яка відповідала за розробку програми випробувань поля імплозії. У серпні 1944 р. директор лабораторії Роберт Оппенгеймер здійснив ретельну реорганізацію, і група Е-5 стала частиною команди Георгія Кістяковського (X-дивізія) і перейменувалася на X-1.
У березні 1945 року Оппенгеймер створив проєкт «Альберта» для виконання остаточної місії проєкту «Манхеттен»: підготовки та доставки ядерної зброї в бою. Бредбері був переведений в проєкт «Альберта» і очолив групу «Товстун». У липні 1945 року Бредбері керував розробкою «Гаджета» — бомби, підірваної на ядерному випробуванні «Триніті».

## Директор Лос-Аламоса

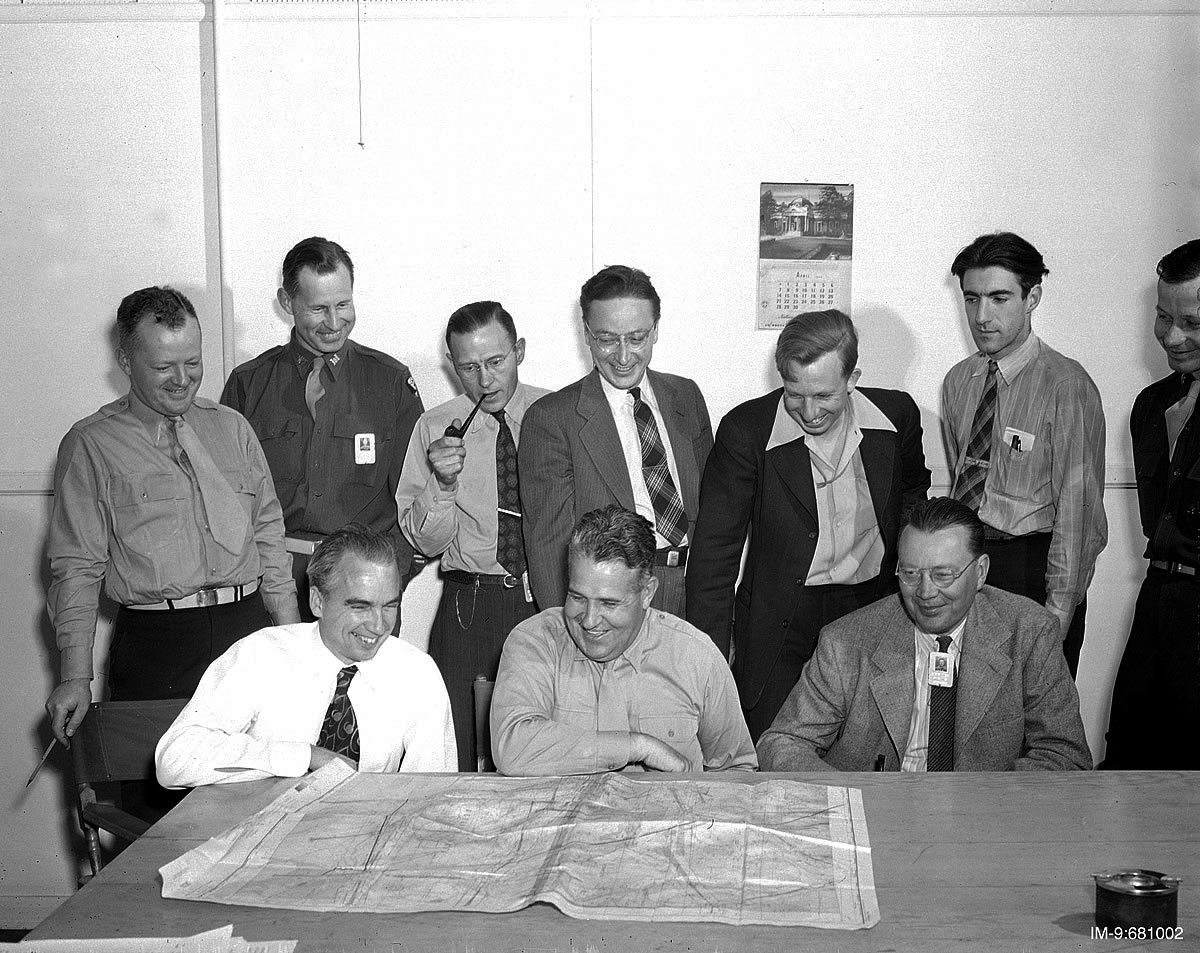
Бредбері (ліворуч) сидить за столом з Леслі Гроувсом з проєкту спеціального озброєння Збройних Сил (у центрі) та Еріком Джеттом

Оппенгеймер подав у відставку з посади директора лабораторії в Лос-Аламосі, але залишився, поки не вдалося знайти наступника. Директор Манхеттенського проєкту генерал-майор Леслі Р. Гроувс-молодший хотів, щоб претендент на цю посаду мав науковий досвід і незмінну позицію щодо цілей проєкту. Оппенгеймер рекомендував Бредбері. Гроувс сподобалось те, що як військово-морський офіцер Бредбері був і військовим, і вченим. Бредбері прийняв пропозицію на шестимісячний випробувальний термін.
Дік Парсонс допоміг швидко звільнитися Бредбері з військово-морського флоту, який нагородив його Легіоном заслуг за військові заслуги. Норріс Бредбері залишився у військово-морському резерві, хоча, врешті-решт, пішов у відставку в 1961 році в званні капітана. 16 жовтня 1945 року в Лос-Аламосі відбулася церемонія, на якій Гроувс вручив лабораторії премію «Е» військово-морського флоту та вручив Оппенгеймеру подяку за роботу. Наступного дня Бредбері став другим директором лабораторії.
Перші місяці керівництва Бредбері були особливо важкими. Він сподівався, що Конгрес швидко прийме Закон про атомну енергію 1946 року, і Манхеттенський проєкт у воєнний час буде замінений новою постійною організацією. Незабаром з'ясувалося, що це займе більше півроку, оскільки Президент Гаррі С. Трумен не підписав акт про створення Комісії з атомної енергії до 1 серпня 1946 року, й, відповідно, він не набув чинності до 1 січня 1947 року. В той же час правові повноваження Гроувса були обмежені.
Більшість науковців з Лос-Аламосу прагнули повернутися до своїх лабораторій та університетів, і до лютого 1946 року все ж пішли, але талановитий осередок науковців залишився. Дарол Фроман став керівником підрозділу G Роберта Бачера, який тепер був перейменований в M відділ. Ерік Джетт став провідним спеціалістом у хімії та металургії, Джон Г. Менлі — у фізиці, Джордж Плачек — з теорії, Макс Рой був відповідальним за вибухові речовини та Роджер Вагнер — за управління та самоврядування. Кількість персоналу в Лос-Аламосі скоротилася від піку воєнного часу від 3 000 до приблизно 1000 осіб. Проте, незважаючи на скорочення штату, Бредбері повинен був забезпечити подальшу роботу над операцією «Кросроудс» — ядерних випробувань у Тихому океані.

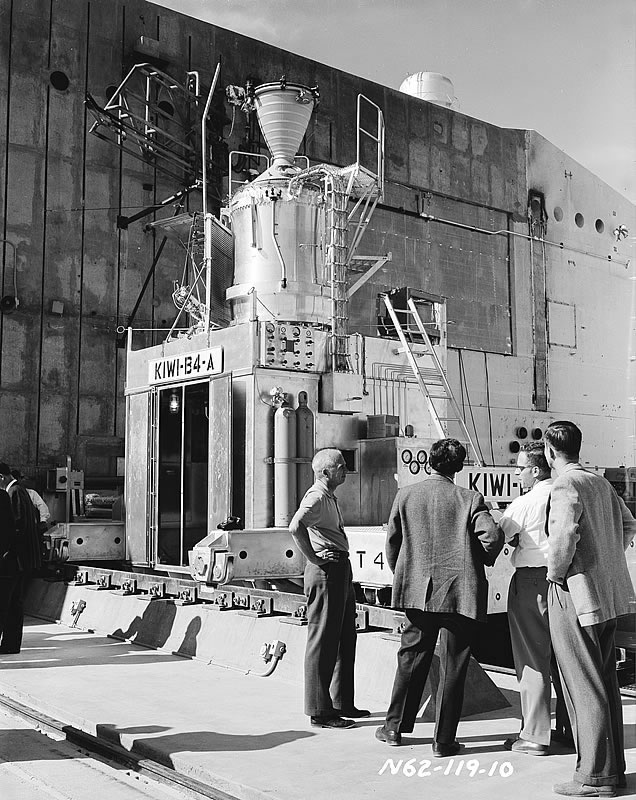
Бредбері (ліворуч) перед реактором Kiwi B4-A, який використовується для живлення ядерної ракети

Команда Бредбері працювала над розробкою ядерної зброї, поступово перетворюючи лабораторні експериментальні зразки на виробничі моделі. У той же час тривали дослідження на «Alarm Clock», новітній ядерній зброї та вчені зосередилися на конструюванні термоядерної зброї «Супер». Нові моделі були випробувані під час операції «Пісковик» в 1948 році. Атомна бомба «Марк 4» стала першою ядерною зброєю, що масово вироблялася на конвеєрній лінії.
Незабаром Бредбері почав шукати нове місце для лабораторії подалі від переповненого центру міста. У 1948 році він подав пропозицію до Комісії з атомної енергії про новий об'єкт на суму 107 мільйонів доларів у Південній Месі, пов'язаній з містом новим мостом через каньйон.
Весь цей час Бредбері заочно залишався професором у Стенфорді. Лабораторія в Лос-Аламосі працювала за контрактом у воєнний час з Каліфорнійським університетом, але пункт у договорі дозволив університету розірвати контракт через три місяці після закінчення війни. Університет належним чином подав повідомлення про перервання договору, але Бредбері вдалося його скасувати, і в 1948 році контракт було поновлено. У 1951 році Норріс Бредбері став професором Каліфорнійського університету.
До 1951 року лабораторія розробила проєкт «Теллер-Улам», і під час операції «Ґрінхаус» були проведені термоядерні випробування. Напруженість між Бредбері та Едвардом Теллером щодо ступеня пріоритетності розвитку термоядерної зброї призвела до створення другої лабораторії з ядерної зброї — Лабораторії Лоуренса Лівермора.
Протягом наступних років лабораторія Бредбері розвивалася, створивши на своїй базі Los Alamos Meson Physics Facility. Під час космічних перегонів 1960-тих років лабораторія працювала над Project Rover, розробляючи ядерний двигун для застосування у ракетних транспортних пристроях (NERVA).
Протягом багатьох років Бредбері відповідав за велику частину території містечка Лос-Аламос. У місті створені вражаючі заклади охорони здоров'я та освіти, а за межами міста нова технічна зона. 18 лютого 1957 року ворота безпеки були зняті, й нарешті місто стало об'єднаною громадою.
У 1966 році Норріс Бредбері був нагороджений медаллю Міністерства оборони за «виключно заслужені досягнення та велику відповідальність у цивільній службі у Збройних Силах Сполучених Штатів Америки на посаді директора Наукової лабораторії в Лос-Аламосі». Він також отримав Премію Енріко Фермі в 1970 році.

## Останні роки

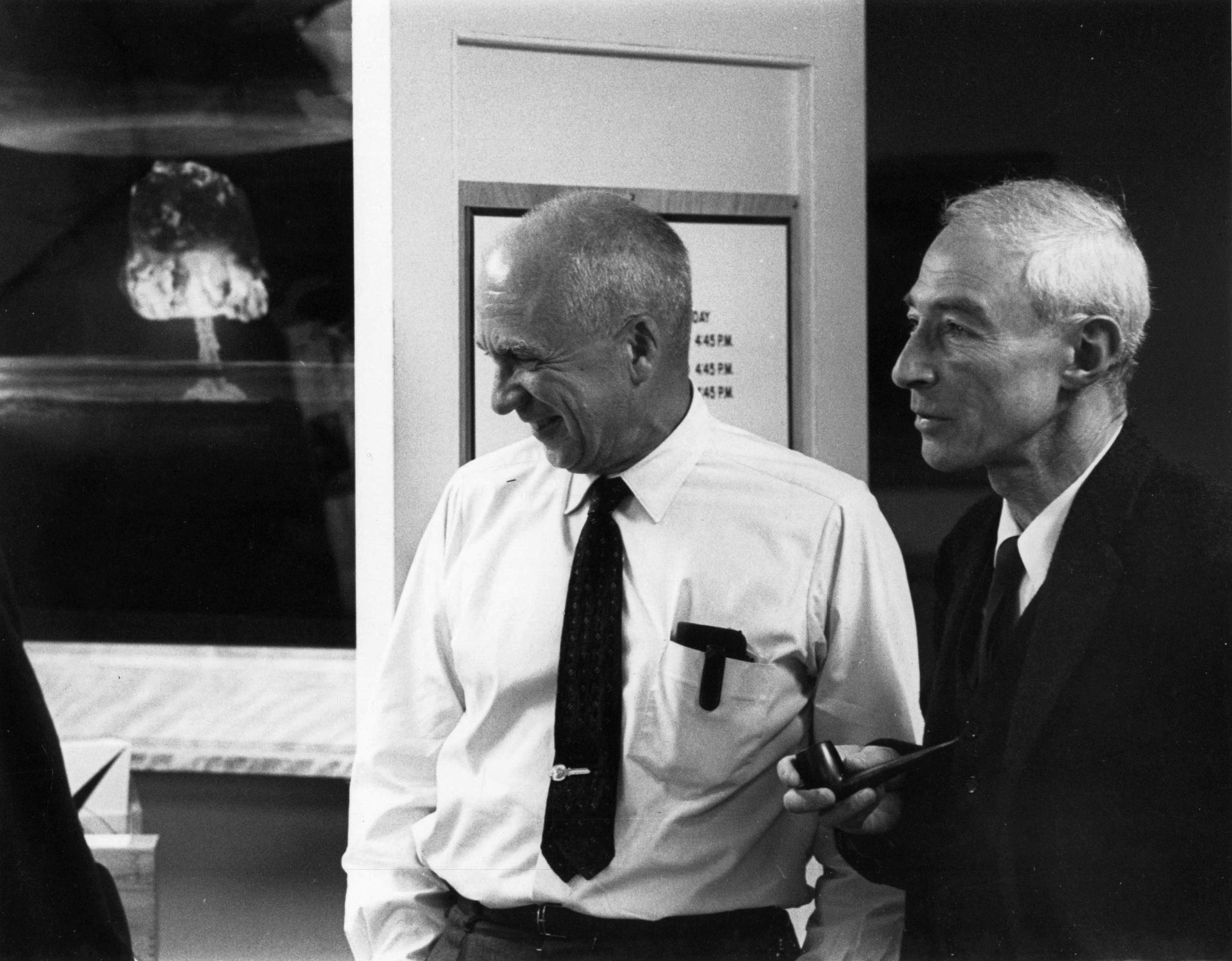
Бредбері з попередником Робертом Оппенгеймером в Національній лабораторії в Лос-Аламосі в 1964 році

Бредбері вийшов у відставку з посади директора лабораторії в Лос-Аламосі в 1970 році. Його наступник Гарольд Агню запропонував йому стати старшим консультантом, але Бредбері відмовився від пропозиції, хоча й працював консультантом для інших державних установ, включаючи Національну академію наук, і був членом правління Медичного центру в Лос-Аламосі, Першого національного банку Санта-Фе та Неврологічного товариства Санта-Фе.
У 1969 році губернатор Нью-Мексико Девід Каргоу призначив Бредбері регентом університету Нью-Мексико, але це був неспокійний час для університету. У травні 1970 року студенти та активістка Джейн Фонда вирушили додому до Феррела Геді, президента університету Нью-Мексико. Коли він відмовився зустрічатися з ними, студенти оголосили страйк. Заняття були скасовані, проводилися мітинги та студенти зайняли приміщення Студентського Союзу. Каргоу закликав Національну гвардію Нью-Мексико придушити страйк, і одинадцять людей постраждали внаслідок сутичок. Наступник Каргоу, Брюс Кінг, замінив Бредбері та іншого регента.
У середині 1990-тих років Бредбері випадково вдарив ногу під час рубання дров. Внаслідок гангрени йому ампутували праву ногу нижче коліна і частину лівої ноги, й Норріс став пересуватися на інвалідному візку. Хвороба в кінцевому рахунку виявилися смертельною, і він помер 20 серпня 1997 року. Похоронна служба відбулася в Лос-Аламосі, і він був похований на кладовищі Guaje Pines у Лос-Аламосі. Його дружина Лоїс померла невдовзі після його смерті, в січні 1998 року.